# Oscar 1971
Ce-a de-a 43-a ediție de decernare a premiilor Oscar a avut loc pe 15 aprilie 1971 la Dorothy Chandler, Pavilion, Los Angeles. Spectacolul nu a beneficiat de o gazdă.
În timpul acestei ceremonii, George C. Scott a devenit primul actor care a refuzat un Oscar, susținând că Premiile Academiei au devenit "o paradă de două ore a cărnii, o afișare publică cu un suspans inventat din motive economice."

## Cel mai bun film
- Patton
- Aeroportul
- Cinci piese ușoare (Five Easy Pieces)
- Love Story
- MASH

## Cel mai bun regizor
- Franklin J. Schaffner – Patton
- Federico Fellini – Satyricon
- Arthur Hiller – Love Story
- Robert Altman – MASH
- Ken Russell – Femei pătimașe (Women in Love)

## Cel mai bun actor
- George C. Scott – Patton (refuzat)
- Jack Nicholson – Cinci piese ușoare
- James Earl Jones – Marea speranță albă (The Great White Hope)
- Melvyn Douglas – N-am cântat niciodată pentru tata (I Never Sang for My Father)
- Ryan O'Neal – Love Story

## Cea mai bună actriță
- Glenda Jackson – Women in Love
- Carrie Snodgress – Diary of a Mad Housewife
- Jane Alexander – Marea speranță albă
- Ali MacGraw – Love Story
- Sarah Miles – Fiica lui Ryan

## Cel mai bun actor în rol secundar
- John Mills – Fiica lui Ryan (Ryan's Daughter)
- Gene Hackman – N-am cântat niciodată pentru tata (I Never Sang for My Father)
- Chief Dan George – Micul om mare (Little Big Man)
- John Marley – Love Story
- Richard S. Castellano – Lovers and Other Strangers

## Cea mai bună actriță în rol secundar
- Helen Hayes – Aeroportul
- Maureen Stapleton – Aeroportul
- Karen Black – Cinci piese ușoare
- Lee Grant – The Landlord
- Sally Kellerman – MASH

## Cel mai bun film străin
- Anchetarea unui cetățean mai presus de orice bănuială (Indagine su un cittadino al di sopra di ogni sospetto, Italia)
- Pais sur les champs (Belgia)
- Hoa-Binh (Franța)
- Tristana (Spania)
- Erste Liebe (Elveția)

## Cel mai bun scenariu adaptat
- Ring Lardner Jr. – MASH
- George Seaton – Aeroportul
- Robert Woodruff Anderson – N-am cântat niciodată pentru tata
- Joseph Bologna și David Zelag Goodman – Lovers and Other Strangers
- Larry Kramer – Femei pătimașe

## Cel mai bun scenariu original
- Francis Ford Coppola și Edmund H. North – Patton
- Bob Rafelson – Cinci piese ușoare
- Norman Wexler – Joe
- Erich Segal – Love Story
- Eric Rohmer – Noaptea mea cu Maud (My Night at Maud's)